# Trichomasthus funiculus
Trichomasthus funiculus is een vliesvleugelig insect uit de familie Encyrtidae. De wetenschappelijke naam is voor het eerst geldig gepubliceerd in 2003 door Xu & He.